# Világbajnokjelöltek versenye
A világbajnokjelöltek versenye (Candidates Tournament) a sakkozás kiemelkedő erősségű sporteseménye, amelynek funkciója, hogy kiválassza azt a versenyzőt, aki a világbajnoki címért megmérkőzhet a regnáló sakkvilágbajnokkal. Először 1950-ben rendezték meg. Az első győztes a szovjet Mihail Botvinnik volt, aki győzelmével egyúttal a világbajnoki címet is megszerezte, mivel Alekszandr Aljechin 1946-ban bekövetkezett halála miatt a sakkvilágbajnoki címnek nem volt védője. A sakk történetében még egy alkalommal, a 2007-es sakkvilágbajnokságon fordult elő, hogy a világbajnokjelöltek versenyének győztese egyben a címet is megszerezte, a többi alkalommal a győztes a világbajnokkal való mérkőzés jogát szerezte meg. A verseny mind a nyílt (amelyen a férfiak és a nők egyaránt részt vehetnek), mind a női sakkvilágbajnoki versenysorozat részét alkotja.
A világbajnokjelöltek versenyének lebonyolítási módja időnként változott, formája 1965-ig többfordulós körmérkőzés, ezt követően kieséses párosmérkőzés volt a kvalifikációt szerzett (általában 8, legfeljebb 15) versenyző között. A világbajnokjelöltek versenyébe többszörös kvalifikációs versenysorozat eredményei alapján juthatnak be a versenyzők. A kvalifikációs versenysorozat részei: a zónaversenyek, kontinensbajnokságok, korábban a zónaközi döntők, amelyeket 2005-ben felváltotta a sakkvilágkupa, és 2008 óta a FIDE Grand Prix versenysorozat összesített eredménye is kvalifikációra jogosít. A versenyt megelőző fél év átlagos Élő-pontszáma alapján a legmagasabb pontszámú egy, legfeljebb két versenyző, valamint az előző világbajnoki döntő vesztese számára is biztosított a részvétel.
2019-től a korábbi zónaközi döntők mintájára egy 105 résztvevős svájci rendszerű versenyt rendeznek FIDE Chess Grand Swiss néven, amelyen a világranglista első 100 helyezettje, valamint a junior és a szenior világbajnok vehet részt. Ugyancsak 2019-től a nők számára is rendeznek világbajnokjelölti versenyt.

## Története
Az 1886-os első hivatalos világbajnokságtól kezdődően a regnáló sakkvilágbajnok kedve szerint alakíthatta ki a világbajnoki mérkőzések feltételeit, és választhatta ki ellenfelét. A feltételek között jelentős szerepe volt a díjalapnak, amelynek előteremtése sok kiváló mester – többek között az egy ideig a világranglistát is vezető magyar Maróczy Géza – számára lehetetlenné tette a világbajnoki cím elérését. A Nemzetközi Sakkszövetség (FIDE) már megalakulása, 1924 óta próbált beavatkozni a férfi és női világbajnokság menetébe, olyan szabályokat alkotva, amelyek biztosítják a címért folyó versengés nyíltságát és azt, hogy valóban a legerősebb játékos viselje a címet.
A FIDE 1927-ben elismerte Capablanca világbajnoki címét, és az elkövetkezendő években arra összpontosított, hogy a világbajnok kihívójának kiválasztásában legyen döntő szerepe. Ennek érdekében 1935-ben olyan határozatot hozott, hogy a világbajnoki mérkőzések befejezését követően „listát kell felállítani azokról a mesterekről, akik az előző hat évben legalább háromszor egyedüli vagy holtversenyes első helyezést értek el olyan versenyen, amelyen legalább 14 résztvevő játszott, és amelyen a résztvevők legalább 70%-a nemzetközi mester volt. Kizárólag csak a listán szereplő versenyzők közül kerülhet ki a világbajnok következő kihívója.”

### Az 1938-as AVRO-verseny
A listán szereplők közül a kihívó személyének kiválasztását illetően 1937-ben hoztak döntést. E szerint: „a listán szereplő versenyzők kétfordulós körmérkőzésen döntik el, hogy közülük ki lesz a világbajnok következő kihívója”. E határozat értelmében kezdték el szervezni az 1938. évi AVRO-versenyt, amelyen a tervek szerint a listán szereplő játékosok mellett az 1937-es Euwe–Aljechin-mérkőzés vesztese vesz részt. Euwe elfogadta a FIDE határozatát, és nyilatkozatot tett arról, hogy amennyiben az Aljechin elleni mérkőzésen megvédi címét, a jövőben a FIDE szabályai szerint kiválasztott kihívó ellen veszi fel a küzdelmet. Aljechin nem tett ilyen értelmű nyilatkozatot, és miután Euwe elvesztette ellene az 1937-es világbajnoki visszavágó mérkőzést, így a FIDE elképzeléseihez a regnáló világbajnok hozzájárulása hiányzott. 1938-ban ennek ellenére ugyan megrendezték az AVRO-versenyt, a végeredményt azonban Aljechin nem tekintette a maga számára kötelezőnek, és a versennyel kapcsolatban ekkoriban már nem is hangoztatták annak világbajnokjelölti kiválasztó jellegét.
| No. | Név                  | Ország                    | 1   | 2   | 3   | 4   | 5   | 6   | 7   | 8   | Össz- pontszám |
| --- | -------------------- | ------------------------- | --- | --- | --- | --- | --- | --- | --- | --- | -------------- |
| 1   | Paul Keres           | Észtország                | XX  | 1 ½ | ½ ½ | ½ ½ | 1 ½ | ½ ½ | 1 ½ | ½ ½ | 8½             |
| 2   | Reuben Fine          | Amerikai Egyesült Államok | 0 ½ | XX  | 1 ½ | 1 0 | 1 0 | 1 1 | ½ ½ | 1 ½ | 8½             |
| 3   | Mihail Botvinnik     | Szovjetunió               | ½ ½ | 0 ½ | XX  | ½ 0 | 1 ½ | 1 ½ | ½ 1 | ½ ½ | 7½             |
| 4   | Max Euwe             | Hollandia                 | ½ ½ | 0 1 | ½ 1 | XX  | 0 ½ | 0 ½ | 0 1 | 1 ½ | 7              |
| 5   | Samuel Reshevsky     | Amerikai Egyesült Államok | 0 ½ | 0 1 | 0 ½ | 1 ½ | XX  | ½ ½ | ½ ½ | 1 ½ | 7              |
| 6   | Alekszandr Aljechin  | Franciaország             | ½ ½ | 0 0 | 0 ½ | 1 ½ | ½ ½ | XX  | ½ 1 | ½ 1 | 7              |
| 7   | José Raúl Capablanca | Kuba                      | 0 ½ | ½ ½ | ½ 0 | 1 0 | ½ ½ | ½ 0 | XX  | ½ 1 | 6              |
| 8   | Salo Flohr           | Csehország                | ½ ½ | 0 ½ | ½ ½ | 0 ½ | 0 ½ | ½ 0 | ½ 0 | XX  | 4½             |

### Aljechin halála utáni helyzet
1946. márciusban elhunyt a címvédő Aljechin, és ezzel minden akadály elhárult a FIDE azon törekvései elől, hogy teljes egészében kézben tartsa és szabályozza a világbajnokságok lebonyolítását. 1946. júliusban határozatot fogadtak el arról, hogy az 1938-as AVRO-verseny versenyzőinek részvételével rendezik meg a világbajnoki címet eldöntő tornát.
A FIDE 1946-ban Hágában meghatározta az egyéni világbajnokság további menetének szabályait. Eszerint háromévenként kell világbajnoki párosmérkőzést rendezni, amelyet meg kell előznie a világbajnokjelölt személyét kiválasztó versenysorozatnak, amely zónaversenyekből, egy zónaközi versenyből és egy világbajnokjelölti tornából áll. A versenysorozat győztese játszhat 24 játszmás párosmérkőzést a regnáló világbajnokkal.
A FIDE döntött arról is, hogy a párosmérkőzés döntetlen eredménye esetén a világbajnok megtartja címét. Ha a kihívó megszerzi a világbajnoki címet, akkor a címét elvesztő exvilágbajnok, valamint a következő világbajnokjelölti versenysorozat győztese a regnáló világbajnok részvételével hármas körmérkőzésen dönti el a világbajnoki cím sorsát. Ez a szabály később többször változott. 1957-ben előbb úgy módosult, hogy a címét vesztő világbajnok egy év elteltével visszavágóra hívhatja ki a regnáló világbajnokot, majd később, 1963-tól a visszavágó lehetősége megszűnt. Ilyen hármas körmérkőzésre a sakkozás történetében egyetlen alkalommal került sor: az 1956-os női sakkvilágbajnokság során.
1993-ban az akkori világbajnok Garri Kaszparov megalapította a  Professzionális Sakkozók Szövetségét (PCA), és a PCA fennállása (1993–2007) között két világbajnokot tartottak nyilván. A PCA világbajnoka viselte a „klasszikus sakkvilágbajnok”, míg a FIDE világbajnoka a FIDE-világbajnok címet. Ez idő alatt, 1996–2007 között a FIDE nem rendezett világbajnokjelölti versenyt, a FIDE-világbajnoki címet a zónaversenyeken kvalifikációt szerzett 100–128 versenyző részvételével rendezett, úgynevezett „knock-out” formátumú, egyenes kieséses párosmérkőzések sorozatának megnyerésével lehetett megszerezni.
2010-ben tértek vissza a világbajnokjelöltek versenyének többszakaszos kvalifikációs rendszeréhez, 2013 óta a világbajnokjeltek versenyébe jutott nyolc versenyző kétfordulós körmérkőzésen dönt a kihívó személyéről.

### 1948–96: Zónaközi döntők és világbajnokjelölti versenyek
| Év             | Zónaközi verseny formája                                                                | A zónaközi versenyből kvalifikációt szerzettek | Kiemeltek a világbajnokjelöltek versenyére | A világbajnokjelölti verseny formája | A világbajnokjelöltek versenyének győztese(i) | Kiemelt a döntőben                                                             | Világbajnoki döntő                                                                                                  |
| -------------- | --------------------------------------------------------------------------------------- | --- | --- | --- | --- | ------------------------------------------------------------------------------ | --- |
| 1948           | Nem volt                                                                                | 1946–1947-ben a FIDE úgy döntött, hogy hat versenyző vesz részt a világbajnoki címért folyó küzdelemben: Paul Keres és Reuben Fine, mint az 1938-as AVRO verseny győztesei, Samuel Reshevsky, mint az Amerikai Egyesült Államok többszörös bajnoka, Mihail Botvinnik, mint a Szovjetunió bajnoka, Max Euwe, mint exvilágbajnok és Vaszilij Szmiszlov. Reuben Fine nem kívánt élni az indulás jogával. | 1946–1947-ben a FIDE úgy döntött, hogy hat versenyző vesz részt a világbajnoki címért folyó küzdelemben: Paul Keres és Reuben Fine, mint az 1938-as AVRO verseny győztesei, Samuel Reshevsky, mint az Amerikai Egyesült Államok többszörös bajnoka, Mihail Botvinnik, mint a Szovjetunió bajnoka, Max Euwe, mint exvilágbajnok és Vaszilij Szmiszlov. Reuben Fine nem kívánt élni az indulás jogával. | 1946–1947-ben a FIDE úgy döntött, hogy hat versenyző vesz részt a világbajnoki címért folyó küzdelemben: Paul Keres és Reuben Fine, mint az 1938-as AVRO verseny győztesei, Samuel Reshevsky, mint az Amerikai Egyesült Államok többszörös bajnoka, Mihail Botvinnik, mint a Szovjetunió bajnoka, Max Euwe, mint exvilágbajnok és Vaszilij Szmiszlov. Reuben Fine nem kívánt élni az indulás jogával. | 1946–1947-ben a FIDE úgy döntött, hogy hat versenyző vesz részt a világbajnoki címért folyó küzdelemben: Paul Keres és Reuben Fine, mint az 1938-as AVRO verseny győztesei, Samuel Reshevsky, mint az Amerikai Egyesült Államok többszörös bajnoka, Mihail Botvinnik, mint a Szovjetunió bajnoka, Max Euwe, mint exvilágbajnok és Vaszilij Szmiszlov. Reuben Fine nem kívánt élni az indulás jogával. | 5 versenyző, Botvinnik, Szmiszlov, Keres, Reshevsky, Euwe                      | Hága/ Moszkva 1948 ötfordulós körmérkőzés, 1. Botvinnik 14 / 20 2. Szmiszlov 11 3–4. Keres, Reshevsky 10½           |
| 1948–51        | Zónaközi verseny, Saltsjöbaden (Stockholm) 1948 20 versenyző, körmérkőzés, 8 továbbjutó | 1. Bronstejn, 2. Szabó, 3. Boleszlavszkij, 4. Kotov, 5. Lilienthal, 6–9. Najdorf, Ståhlberg, (Bondarevszkij), Flohr | Szmiszlov, Keres (Euwe, Fine, Reshevsky) | Budapest 1950 10 versenyző, kétfordulós körmérkőzés 1–2. Boleszlavszkij, Bronstejn 3. Szmiszlov; 4. Keres | Bronstejn (nyerte a rájátszást Boleszlavszkij ellen) | Mihail Botvinnik (1948-as világbajnok)                                         | Moszkva 1951 24 játszmás mérkőzés 12–12 döntetlen, Botvinnik megvédte címét                                         |
| 1952–54        | Saltsjöbaden (Stockholm) 1952 21 versenyző, körmérkőzés, 8 továbbjutó                   | 1. Kotov, 2–3. Tajmanov, Petroszján, 4. Geller, 5–8. Averbah, Ståhlberg, Szabó, Gligorić | Bronstejn, Boleszlavszkij, Szmiszlov, Keres, Reshevsky, Najdorf, Euwe | Zürich 1953 15 versenyző, kétfordulós körmérkőzés 1. Szmiszlov 2–4. Bronstejn, Keres, Reshevsky | Szmiszlov | Botvinnik (1951-es világbajnok)                                                | Moszkva 1954 24 játszmás mérkőzés 12–12 döntetlen, Botvinnik megvédte címét                                         |
| 1955–57        | Göteborg 1955 21 versenyző, körmérkőzés, 9 továbbjutó                                   | 1. Bronstejn, 2. Keres, 3. Panno, 4. Petroszján, 5–6. Geller, Szabó, 7–9. Filip, Pilnik, Szpasszkij | Szmiszlov | Amsterdam 1956 10 versenyző, kétfordulós körmérkőzés 1. Szmiszlov 2. Keres | Szmiszlov | Botvinnik (1954-es világbajnok)                                                | Moszkva 1957 Szmiszlov nyert 12½–9½                                                                                 |
| 1958           | Visszavágó                                                                              | Visszavágó | Visszavágó | Visszavágó | Visszavágó | Botvinnik, Szmiszlov                                                           | Moszkva 1958 Botvinnik nyert 12½–10½                                                                                |
| 1958–60        | Portorož 1958 21 versenyző, körmérkőzés, 6 továbbjutó                                   | 1. Tal, 2. Gligorić, 3–4. Petroszján, Benkő, 5–6. Olafsson, Fischer | Szmiszlov, Keres | Jugoszlávia 1959 8 versenyző, négyfordulós körmérkőzés 1. Tal; 2. Keres; 3. Petroszján; 4. Szmiszlov | Tal | Botvinnik (1958-as világbajnok)                                                | Moszkva 1960 Tal nyert 12½–8½                                                                                       |
| 1961           | Visszavágó                                                                              | Visszavágó | Visszavágó | Visszavágó | Visszavágó | Botvinnik, Tal                                                                 | Moszkva 1961 Botvinnik nyert 13–8                                                                                   |
| 1962–63        | Stockholm 1962 23 versenyző, körmérkőzés, 6 továbbjutó                                  | 1. Fischer, 2–3. Geller, Petroszján, 4–5. Korcsnoj, Filip, 6–8. Stejn*, Benkő | Tal, Keres | Curaçao 1962 8 versenyző, négyfordulós körmérkőzés 1. Petroszján; 2. Keres; 3. Geller; 4. Fischer | Petroszján | Botvinnik (1961-es világbajnok)                                                | Moszkva 1963 Petroszján nyert 12½–9½                                                                                |
| 1964–66        | Amszterdam 1964 24 versenyző, körmérkőzés, 6 továbbjutó                                 | 1–4. Szmiszlov, Larsen, Szpasszkij, Tal, 5. Stejn*, 6. Bronstejn*, 7. Ivkov, 8–9. Portisch | Keres, (Botvinnik), Geller | 1965: 8 versenyző, párosmérkőzések Elődöntők: Szpasszkij legyőzte Gellert Tal nyert Larsen ellen | Szpasszkij nyert Tal ellen a döntőben | Petroszján (1963-as világbajnok)                                               | Moszkva 1966 Petroszján nyert 12½–11½                                                                               |
| 1967–69        | Szúsza 1967 23 versenyző, körmérkőzés, 6 továbbjutó                                     | 1. Larsen, 2–4. Korcsnoj, Geller, Gligorić, 5. Portisch, 6–8. Reshevsky | Szpasszkij, Tal | 1968: 8 versenyző, párosmérkőzések Elődöntők: Korcsnoj nyert Tal ellen Szpasszkij legyőzte Larsent | Szpasszkij nyert Korcsnoj ellen a döntőben | Petroszján (1966-os világbajnok)                                               | Moszkva 1969 Szpasszkij nyert 12½–10½                                                                               |
| 1970–72        | Palma de Mallorca 1970 24 versenyző, körmérkőzés, 6 továbbjutó                          | 1. Bobby Fischer, 2–4. Larsen, Geller, Hübner, 5–6. Tajmanov, Uhlmann | Petroszján, Korcsnoj | 1971: 8 versenyző, párosmérkőzések Elődöntők: Petroszján nyert Korcsnoj ellen Fischer nyert Larsen ellen | Fischer legyőzte Petroszjánt a döntőben | Szpasszkij (1969-es világbajnok)                                               | Reykjavík 1972 Fischer nyert 12½–8½                                                                                 |
| 1973–75        | 1973: Két zónaközi 18–18 versenyzővel, körmérkőzés; 3–3 továbbjutó                      | Leningrád 1973: 1–2. Korcsnoj, Karpov, 3. Byrne; | Szpasszkij, Petroszján | 1974: 8 versenyző, párosmérkőzések Elődöntők : Korcsnoj legyőzte Petroszjánt Karpov nyert Szpasszkij ellen | Karpov nyert Korcsnoj ellen a döntőben | Fischer (1972-es világbajnok)                                                  | 1975: Karpov játék nélkül nyert                                                                                     |
| 1973–75        | 1973: Két zónaközi 18–18 versenyzővel, körmérkőzés; 3–3 továbbjutó                      | Petropolis 1973: 1.Mecking, 2–4.: Portisch, Polugajevszkij | Szpasszkij, Petroszján | 1974: 8 versenyző, párosmérkőzések Elődöntők : Korcsnoj legyőzte Petroszjánt Karpov nyert Szpasszkij ellen | Karpov nyert Korcsnoj ellen a döntőben | Fischer (1972-es világbajnok)                                                  | 1975: Karpov játék nélkül nyert                                                                                     |
| 1976–78        | 1976: Két zónaközi 20–20 versenyzővel, körmérkőzés; 3–3 továbbjutó                      | Biel 1976: 1. Larsen, 2–4. Petroszján, Portisch | Korcsnoj, (Fischer), Szpasszkij | 1977-78: 8 versenyző, párosmérkőzések Elődöntők : Korcsnoj legyőzte Polugajevszkijt Szpasszkij nyert Portisch ellen | Korcsnoj nyert Szpasszkij ellen a döntőben (1977–78) | Karpov (1975-ös világbajnok)                                                   | Baguio City 1978 Karpov nyert 6–5-re 32 játszmában (a döntetleneket nem számolták)                                  |
| 1976–78        | 1976: Két zónaközi 20–20 versenyzővel, körmérkőzés; 3–3 továbbjutó                      | Manila 1976: 1. Mecking, 2–3. Polugajevszkij, Hort | Korcsnoj, (Fischer), Szpasszkij | 1977-78: 8 versenyző, párosmérkőzések Elődöntők : Korcsnoj legyőzte Polugajevszkijt Szpasszkij nyert Portisch ellen | Korcsnoj nyert Szpasszkij ellen a döntőben (1977–78) | Karpov (1975-ös világbajnok)                                                   | Baguio City 1978 Karpov nyert 6–5-re 32 játszmában (a döntetleneket nem számolták)                                  |
| 1979–81        | 1979: Két zónaközi 18–18 versenyzővel, körmérkőzés; 3–3 továbbjutó                      | Riga 1979: 1–2. Tal, Polugajevszkij, 3–4. Adorján; | Korcsnoj, Szpasszkij | 1980: 8 versenyző, párosmérkőzések Elődöntők: Korcsnoj legyőzte Polugajevszkijt Hübner nyert Portisch ellen | Korcsnoj nyert Hübner ellen a döntőben | Karpov (1978-as világbajnok)                                                   | Merano 1981 Karpov nyert 6–2-re 18 játszmában (döntetleneket nem számolták)                                         |
| 1979–81        | 1979: Két zónaközi 18–18 versenyzővel, körmérkőzés; 3–3 továbbjutó                      | Rio de Janeiro 1979: 1–3. Portisch, Petroszján, Hübner | Korcsnoj, Szpasszkij | 1980: 8 versenyző, párosmérkőzések Elődöntők: Korcsnoj legyőzte Polugajevszkijt Hübner nyert Portisch ellen | Korcsnoj nyert Hübner ellen a döntőben | Karpov (1978-as világbajnok)                                                   | Merano 1981 Karpov nyert 6–2-re 18 játszmában (döntetleneket nem számolták)                                         |
| 1982–85        | 1982: Három zónaközi 14–14 versenyzővel, körmérkőzés; 2–2 továbbjutó                    | Las Palmas 1982: 1. Ribli, 2. Szmiszlov; | Korcsnoj, Hübner | 1983-84: 8 versenyző, párosmérkőzések Elődöntők: Kaszparov legyőzte Korcsnojt Szmiszlov nyert Ribli ellen | Kaszparov nyert Szmiszlov ellen a döntőben (1984) | Karpov (1981-es világbajnok)                                                   | Moszkva 1984-85 A mérkőzés a 48. játszma után Karpov 5–3-as vezetésénél félbeszakítva (döntetleneket nem számolták) |
| 1982–85        | 1982: Három zónaközi 14–14 versenyzővel, körmérkőzés; 2–2 továbbjutó                    | Toluca 1982: 1–2. Portisch, Torre | Korcsnoj, Hübner | 1983-84: 8 versenyző, párosmérkőzések Elődöntők: Kaszparov legyőzte Korcsnojt Szmiszlov nyert Ribli ellen | Kaszparov nyert Szmiszlov ellen a döntőben (1984) | Karpov (1981-es világbajnok)                                                   | Moszkva 1984-85 A mérkőzés a 48. játszma után Karpov 5–3-as vezetésénél félbeszakítva (döntetleneket nem számolták) |
| 1985           | 1982: Három zónaközi 14–14 versenyzővel, körmérkőzés; 2–2 továbbjutó                    | Moszkva 1982: 1. Kaszparov, 2. Beljavszkij; | Korcsnoj, Hübner | 1983-84: 8 versenyző, párosmérkőzések Elődöntők: Kaszparov legyőzte Korcsnojt Szmiszlov nyert Ribli ellen | Kaszparov nyert Szmiszlov ellen a döntőben (1984) | újrajátszás : Karpov, Kaszparov                                                | Moszkva 1985 24 játszmás párosmérkőzés Kaszparov nyert 13–11-re                                                     |
| 1986           | Visszavágó                                                                              | Visszavágó | Visszavágó | Visszavágó | Visszavágó | Karpov, Kaszparov                                                              | London/Leningrád 1986 Kaszparov nyert 12½–11½                                                                       |
| 1985–87        | 1985: Három zónaközi 16–18 versenyzővel, körmérkőzés; 4–4 továbbjutó                    | Biel 1985: 1. Vaganjan, 2. Seirawan, 3. Szokolov, 4–6. Short; | Korcsnoj, Ribli, Szmiszlov, Szpasszkij (szabadkártyás) Karpov (kiemelve az 1987-es döntőbe) | Montpellier 1985: 16 versenyző, körmérkőzés, 1–3. Juszupov, Szokolov, Vaganjan, 4–5. Timman | Linares 1987: Karpov legyőzte (Szokolovot) a döntőben. | Kaszparov (1985-ös világbajnok)                                                | Sevilla 1987 24 játsmás párosmérkőzés 12–12 döntetlen, Kaszparov megvédte címét                                     |
| 1985–87        | 1985: Három zónaközi 16–18 versenyzővel, körmérkőzés; 4–4 továbbjutó                    | Taxco 1985: 1. Timman, 2. Nogueiras, 3. Tal, 4. Spraggett; | Korcsnoj, Ribli, Szmiszlov, Szpasszkij (szabadkártyás) Karpov (kiemelve az 1987-es döntőbe) | Montpellier 1985: 16 versenyző, körmérkőzés, 1–3. Juszupov, Szokolov, Vaganjan, 4–5. Timman | Linares 1987: Karpov legyőzte (Szokolovot) a döntőben. | Kaszparov (1985-ös világbajnok)                                                | Sevilla 1987 24 játsmás párosmérkőzés 12–12 döntetlen, Kaszparov megvédte címét                                     |
| 1985–87        | 1985: Három zónaközi 16–18 versenyzővel, körmérkőzés; 4–4 továbbjutó                    | Tunisz 1985: 1. Juszupov, 2. Beljavszkij, 3. Portisch, 4–5. Csernyin | Korcsnoj, Ribli, Szmiszlov, Szpasszkij (szabadkártyás) Karpov (kiemelve az 1987-es döntőbe) | 1986: 4 versenyző kieséses párosmérkőzései: Juszupov nyert Timman ellen; Szokolov nyert Vaganjan és Juszupov ellen. | Linares 1987: Karpov legyőzte (Szokolovot) a döntőben. | Kaszparov (1985-ös világbajnok)                                                | Sevilla 1987 24 játsmás párosmérkőzés 12–12 döntetlen, Kaszparov megvédte címét                                     |
| 1987–90        | 1987: Három zónaközi 17–18 versenyzővel, körmérkőzés; 3–3 továbbjutó                    | Szabadka 1987: 1–3. Sax, Short, Speelman; | Szokolov, Timman, Vaganjan, Juszupov, Spraggett Karpov (kiemelve a 2. fordulóba) | 1988: 14 versenyző egyenes kieséses párosmérkőzései, 1989: Karpov a negyeddöntőben csatlakozott Elődöntők (1989): Karpov nyert Juszupov ellen Timman nyert Speelman ellen | Karpov nyert Timman ellen a döntőben (1990) | Kaszparov (1987-es világbajnok)                                                | New York/Lyon 1990 Kaszparov nyert 12½–11½                                                                          |
| 1987–90        | 1987: Három zónaközi 17–18 versenyzővel, körmérkőzés; 3–3 továbbjutó                    | Szirák 1987: 1–2. Szalov, Hjartarson, 3–4. Portisch; | Szokolov, Timman, Vaganjan, Juszupov, Spraggett Karpov (kiemelve a 2. fordulóba) | 1988: 14 versenyző egyenes kieséses párosmérkőzései, 1989: Karpov a negyeddöntőben csatlakozott Elődöntők (1989): Karpov nyert Juszupov ellen Timman nyert Speelman ellen | Karpov nyert Timman ellen a döntőben (1990) | Kaszparov (1987-es világbajnok)                                                | New York/Lyon 1990 Kaszparov nyert 12½–11½                                                                          |
| 1987–90        | 1987: Három zónaközi 17–18 versenyzővel, körmérkőzés; 3–3 továbbjutó                    | Zagráb 1987: 1. Korcsnoj, 2–3. Seirawan, Ehlvest | Szokolov, Timman, Vaganjan, Juszupov, Spraggett Karpov (kiemelve a 2. fordulóba) | 1988: 14 versenyző egyenes kieséses párosmérkőzései, 1989: Karpov a negyeddöntőben csatlakozott Elődöntők (1989): Karpov nyert Juszupov ellen Timman nyert Speelman ellen | Karpov nyert Timman ellen a döntőben (1990) | Kaszparov (1987-es világbajnok)                                                | New York/Lyon 1990 Kaszparov nyert 12½–11½                                                                          |
| 1990–93        | Manila 1990 64 versenyző Svájci, 11 továbbjutó                                          | 1–2. Gelfand, Ivancsuk, 3–4. Ánand, Short, 5–11. Sax, Korcsnoj, Hübner, Nikolić, Judaszin, Dolmatov, Drejev | Timman, Juszupov, Speelman Karpov (a 2. körben kezdett) | 1991: 14 versenyző, kieséses párosmérkőzések, 1991: Karpov a negyeddöntőben csatlakozott Elődöntők (1992): Short nyert Karpov ellen Timman nyert Juszupov ellen | Short nyert Timman ellen a döntőben (1993) | Kasparov (1990-es világbajnok)                                                 | London 1993. szept.-okt.: Kaszparov nyert Short ellen 13–8-ra a PCA szervezésében;                                  |
| 1990–93        | Manila 1990 64 versenyző Svájci, 11 továbbjutó                                          | 1–2. Gelfand, Ivancsuk, 3–4. Ánand, Short, 5–11. Sax, Korcsnoj, Hübner, Nikolić, Judaszin, Dolmatov, Drejev | Timman, Juszupov, Speelman Karpov (a 2. körben kezdett) | 1991: 14 versenyző, kieséses párosmérkőzések, 1991: Karpov a negyeddöntőben csatlakozott Elődöntők (1992): Short nyert Karpov ellen Timman nyert Juszupov ellen | Short nyert Timman ellen a döntőben (1993) | Kasparov (1990-es világbajnok)                                                 | 1993. szept.-nov.: Hollandia /Jakarta Karpov nyert Timman ellen 12½–8½-re a FIDE szervezésében.                     |
| 1993–95 (PCA)  | Groningen 1993. dec. 54 versenyző, svájci, 7 továbbjutó                                 | 1–2. Adams, Ánand, 3–7. Kamsky, Kramnyik, Tyivjakov, Gulko, Romanyisin | Short | 1994-95: 8 versenyző, párosmérkőzések Elődöntők : Kamsky nyert Short ellen Ánand nyert Adams ellen | Ánand nyert Kamsky ellen a döntőben (1995) | Kaszparov (1993-as PCA világbajnok)                                            | New York 1995. szept.-okt. 20 játszmás párosmérkőzés Kaszparov nyert 10½–7½                                         |
| 1993–96 (FIDE) | Biel 1993. júl. 73 versenyző, svájci, 10 továbbjutó                                     | 1. Gelfand, 2–9. Van der Sterren, Kamsky, Halifman, Adams, Judaszin, Szalov, Lautier, Kramnyik, 10–15. Ánand | Timman, Juszupov | 1994: 12 versenyző kieséses párosmérkőzései. | Elődöntők (1995. febr.): Karpov nyert Gelfand ellen, Kamsky nyert Szalov ellen | Elődöntők (1995. febr.): Karpov nyert Gelfand ellen, Kamsky nyert Szalov ellen | Elista 1996 20 játszmás párosmérkőzés Karpov nyert 10½–7½                                                           |
| 1993–96 (FIDE) | Biel 1993. júl. 73 versenyző, svájci, 10 továbbjutó                                     | 1. Gelfand, 2–9. Van der Sterren, Kamsky, Halifman, Adams, Judaszin, Szalov, Lautier, Kramnyik, 10–15. Ánand | Karpov (az elődöntőben csatlakozott) | 1995: Karpov a győztesekhez (Gelfand, Kamsky, Szalov) csatlakozott az elődöntőben. | Elődöntők (1995. febr.): Karpov nyert Gelfand ellen, Kamsky nyert Szalov ellen | Elődöntők (1995. febr.): Karpov nyert Gelfand ellen, Kamsky nyert Szalov ellen | Elista 1996 20 játszmás párosmérkőzés Karpov nyert 10½–7½                                                           |

### 1997–2006: Két világbajnok
1996 után a zónaközi versenyek megszűntek, de a FIDE továbbra is megrendezte a zónaversenyeket.
| Klasszikus sakkvilágbajnokság (1998–2004) | Klasszikus sakkvilágbajnokság (1998–2004) | Klasszikus sakkvilágbajnokság (1998–2004) | Klasszikus sakkvilágbajnokság (1998–2004) | Klasszikus sakkvilágbajnokság (1998–2004) | Klasszikus sakkvilágbajnokság (1998–2004) | Klasszikus sakkvilágbajnokság (1998–2004) | Klasszikus sakkvilágbajnokság (1998–2004) |
| Évek                                      | A világbajnokjelölti verseny formája | Kiemeltek | Kiemeltek | Kiemeltek | A világbajnokjelölti verseny győztese(i) | kiemelt a döntőben | Világbajnoki döntő |
| ----------------------------------------- | --- | --- | --- | --- | --- | --- | --- |
| 1998 (klasszikus)                         | Cazorla, 1998. máj.-jún. 10 játszmás párosmérkőzés | Kramnyik, Sirov (Élő-pontszám alapján) | Kramnyik, Sirov (Élő-pontszám alapján) | Kramnyik, Sirov (Élő-pontszám alapján) | Sirov nyert 5½–3½-re | Kaszparov (1995-ös klasszikus világbajnok) | A mérkőzésre nem került sor |
| 2000 (klasszikus)                         | Nem volt | Nem volt | Nem volt | Két versenyző a döntőben: Kaszparov (1995-ös világbajnok); Kramnyik (Élő-pontszám alapján) | Két versenyző a döntőben: Kaszparov (1995-ös világbajnok); Kramnyik (Élő-pontszám alapján) | Két versenyző a döntőben: Kaszparov (1995-ös világbajnok); Kramnyik (Élő-pontszám alapján) | 2000. okt.-nov. London: 16 játszmás párosmérkőzés Kramnyik nyert 8½–6½                                                                            |
| 2002–2004 (klasszikus)                    | Dortmund 2002. júl. előmérkőzések: két négyfős csoport kétfordulós körmérkőzése; Elődöntők: a csoportok első helyezettjei a másik csoport második helyezettjeivel párosmérkőzés | Előmérkőzések: group 1: 1. Sirov, 2.Topalov, 3.Gelfand, 4.Lutz group 2: 1.Barejev, 2.Lékó, 3.Adams, 4.Morozevics Elődöntők : Lékó nyert Sirov ellen és Topalov nyert Barejev ellen. | Előmérkőzések: group 1: 1. Sirov, 2.Topalov, 3.Gelfand, 4.Lutz group 2: 1.Barejev, 2.Lékó, 3.Adams, 4.Morozevics Elődöntők : Lékó nyert Sirov ellen és Topalov nyert Barejev ellen. | Előmérkőzések: group 1: 1. Sirov, 2.Topalov, 3.Gelfand, 4.Lutz group 2: 1.Barejev, 2.Lékó, 3.Adams, 4.Morozevics Elődöntők : Lékó nyert Sirov ellen és Topalov nyert Barejev ellen.                                                                   | Lékó (legyőzte Topalovot a döntőben) | Kramnyik (2000-es klasszikus sakkvilágbajnok) | Brissago: 2004. szept.-okt. 14 játszmás párosmérkőzés 7–7 döntetlen, Kramnik megvédte címét                                                       |
| FIDE világbajnokságok (1997–2005)         | | | | | | | |
| Évek                                      | Világbajnokjelölti verseny formája | Kiemeltek | Kiemeltek | Kiemeltek | Döntősök | Döntősök | Világbajnoki döntő |
| 1997–1998 (FIDE)                          | Groningen 1997. dec., 7-körös egyenes kieséses minimérkőzések | 100 versenyző, Negyeddöntősök: Adams, Van Wely, Short, Kraszenkov, Gelfand, Drejev, Ánand és Sirov.                                                                                 | 100 versenyző, Negyeddöntősök: Adams, Van Wely, Short, Kraszenkov, Gelfand, Drejev, Ánand és Sirov.                                                                                 | 100 versenyző, Negyeddöntősök: Adams, Van Wely, Short, Kraszenkov, Gelfand, Drejev, Ánand és Sirov. | Anand (nyert Adams ellen a döntőben) Karpov (1996-os FIDE-világbajnok) | Anand (nyert Adams ellen a döntőben) Karpov (1996-os FIDE-világbajnok) | Lausanne: 1998. jan. 6 játszmás mérkőzés 3–3 döntetlen; Karpov nyerte a rapid rájátszást 2–0-ra                                                   |
| 1999 (FIDE)                               | Las Vegas 1999. júl.-aug., 7-körös egyenes kieséses minimérkőzések | 100 versenyző, Negyeddöntősök: Kramnyik, Adams, Movszeszjan, Hakobján, Sirov, Nisipeanu, Halifman, Polgár Judit                                                                     | 100 versenyző, Negyeddöntősök: Kramnyik, Adams, Movszeszjan, Hakobján, Sirov, Nisipeanu, Halifman, Polgár Judit                                                                     | 100 versenyző, Negyeddöntősök: Kramnyik, Adams, Movszeszjan, Hakobján, Sirov, Nisipeanu, Halifman, Polgár Judit | Elődöntők: Halifman győzött Nisipeanu ellen, Hakobján győzött Adams ellen | Elődöntők: Halifman győzött Nisipeanu ellen, Hakobján győzött Adams ellen | Las Vegas 1999 6 játszás párosmérkőzés Halifman nyert 3½–2½-re                                                                                    |
| 2000 (FIDE)                               | Új-Delhi (6 kör)/döntő Teheránban 2000. nov.-dec. 7-körös egyenes kieséses minimérkőzések, a döntő Teheránban                                                                   | 100 versenyző, Negyeddöntősök: Ánand, Halifman, Adams, Topalov, Tkachiev, Griscsuk, Sirov és Barejev                                                                                | 100 versenyző, Negyeddöntősök: Ánand, Halifman, Adams, Topalov, Tkachiev, Griscsuk, Sirov és Barejev                                                                                | 100 versenyző, Negyeddöntősök: Ánand, Halifman, Adams, Topalov, Tkachiev, Griscsuk, Sirov és Barejev | Elődöntők: Ánand nyert Adams, Sirov nyert Griscsuk ellen | Elődöntők: Ánand nyert Adams, Sirov nyert Griscsuk ellen | Teherán 2000. december 6 játszmás párosmérkőzés Ánand nyert 3½–½-re                                                                               |
| 2001–2002 (FIDE)                          | Moszkva 2001. nov.-dec. 7-körös egyenes kieséses minimérkőzések rövidített gondolkodási idővel                                                                                  | 128 versenyző, Negyeddöntősök: Ánand, Sirov, Ivancsuk, Lautier, Szvidler, Gelfand, Ponomarjov és Barejev                                                                            | 128 versenyző, Negyeddöntősök: Ánand, Sirov, Ivancsuk, Lautier, Szvidler, Gelfand, Ponomarjov és Barejev                                                                            | 128 versenyző, Negyeddöntősök: Ánand, Sirov, Ivancsuk, Lautier, Szvidler, Gelfand, Ponomarjov és Barejev | Elődöntők: Ponomarjov nyert Szvidler ellen, Ivancsuk nyert Ánand ellen | Elődöntők: Ponomarjov nyert Szvidler ellen, Ivancsuk nyert Ánand ellen | Moszkva 2002. jan. 8 játszmás párosmérkőzés Ponomarjov nyert 4½–2½-re                                                                             |
| 2004 (FIDE)                               | Tripoli 2004. jún.-júl. 7-körös egyenes kieséses minimérkőzések rövidített gondolkodási idővel                                                                                  | 128 versenyző, Negyeddöntősök: Topalov, Harlov, Kaszimdzsanov, Griscsuk, Radzsabov, Dominguez, Adams, Hakobján                                                                      | 128 versenyző, Negyeddöntősök: Topalov, Harlov, Kaszimdzsanov, Griscsuk, Radzsabov, Dominguez, Adams, Hakobján                                                                      | 128 versenyző, Negyeddöntősök: Topalov, Harlov, Kaszimdzsanov, Griscsuk, Radzsabov, Dominguez, Adams, Hakobján | Elődöntők: Adams nyert Radzsabov, Kaszimdzsanov nyert Topalov ellen | Elődöntők: Adams nyert Radzsabov, Kaszimdzsanov nyert Topalov ellen | Tripoli 2004. júl. 6 játszmás párosmérkőzés 3–3 döntetlen; Kaszimdzsanov nyerte a rapid rájátszást 1½–½-re                                        |
| 2005 (FIDE)                               | Nem volt | Nem volt | Nem volt | 8 versenyző részvételével döntő: Kaszimdzsanov (FIDE-világbajnok); Adams (2004-es döntős); Ánand, Morozevics, Topalov (Élő-pontszám alapján), Lékó (a 2004-es klasszikus sakkvilágbajnokság döntőse), Polgár Judit és Szvidler (Élő-pontszám alapján) | 8 versenyző részvételével döntő: Kaszimdzsanov (FIDE-világbajnok); Adams (2004-es döntős); Ánand, Morozevics, Topalov (Élő-pontszám alapján), Lékó (a 2004-es klasszikus sakkvilágbajnokság döntőse), Polgár Judit és Szvidler (Élő-pontszám alapján) | 8 versenyző részvételével döntő: Kaszimdzsanov (FIDE-világbajnok); Adams (2004-es döntős); Ánand, Morozevics, Topalov (Élő-pontszám alapján), Lékó (a 2004-es klasszikus sakkvilágbajnokság döntőse), Polgár Judit és Szvidler (Élő-pontszám alapján) | San Luis, Argentina: 8 versenyző, kétfordulós körmérkőzés, 2005. szept.-okt. 1. Topalov : 10/14 2–3. Ánand és Szvidler : 8½/14 4.Morozevics: 7/14 |
| Címegyesítés                              | | | | | | | |
| 2006                                      | Címegyesítő mérkőzés | Címegyesítő mérkőzés | Címegyesítő mérkőzés | Topalov (FIDE-sakkvilágbajnok), Kramnyik (klasszikus sakkvilágbajnok) | Topalov (FIDE-sakkvilágbajnok), Kramnyik (klasszikus sakkvilágbajnok) | Topalov (FIDE-sakkvilágbajnok), Kramnyik (klasszikus sakkvilágbajnok) | Elista 2006. okt. 12 játszmás párosmérkőzés 6–6 döntetlen, Kramnyik nyerte a rapid rájátszást 2½–1½-re                                            |

### 2007-től: Egyesített cím
A FIDE- és a klasszikus sakkvilágbajnoki cím egyesítése után a sakkvilágkupa és a FIDE Grand Prix versenysorozata biztosít kvalifikációt a világbajnokjelöltek versenyére.
| Évek      | Kvalifikáció formája | Kvalifikációt szerzők | Kiemeltek | Világbajnokjelölti verseny formája                                                                                       | Világbajnokjelölti verseny győztese(i)           | Kiemelt a döntőben                                                                       | Világbajnoki döntő |
| --------- | --- | --- | --- | --- | ------------------------------------------------ | ---------------------------------------------------------------------------------------- | --- |
| 2005–2007 | 2005-ös sakkvilágkupa Hanti-Manszijszk 2005. nov.-dec. 128 versenyző, 7 körös egyenes kieséses minimérkőzések; + minimérkőzés az 1–16. helyek eldöntéséért. top 10 továbbjutó | 1.Ponomarjov, 2.Aronján, (3.Bacrot,) 4.Griscsuk, 5.Barejev, 6.Gelfand, 7.Rublevszkij, 8.Gurevics, 9.Kamsky, 10.Carlsen, 11.Malahov | Kaszimdzsanov, Lékó, Adams, Polgár Judit (a 2005-ös sakkvilágbajnokság 5–8. helyezettjei), Sirov, Bacrot (Élő-pontszám alapján) | Elista: 2007. máj.-jún. 16 versenyző, kétjátszmás mérkőzések, 4 versenyző szerzett kvalifikációt a világbajnoki tornára  | Aronján, Gelfand, Griscsuk, Lékó                 | Ánand, Szvidler, Morozevicsh (2–4. helyezettek 2005-ben); Kramnyik (2006-os világbajnok) | Mexico City: 2007. szept. 8 versenyző, kétfordulós körmérkőzés 1. Ánand 9/14 2–3. Kramnyik és Gelfand: 8/14              |
| 2008      | Visszavágó | Visszavágó | Visszavágó | Visszavágó | Visszavágó                                       | Kramnyik, Ánand                                                                          | Bonn 2008. okt. 12 játszmás párosmérkőzés Ánand nyert 6½–4½-re megvédve címét.                                           |
| 2007–2010 | 2007-es sakkvilágkupa Hanti-Manszijszk 2007. nov.-dec. 128 versenyző, 7 körös, egyenes kieséses minimérkőzések                                                                | Kamsky nyert A. Sirov ellen 2½-1½-re a döntőben.                                                                                   | Topalov (2005-ös FIDE-sakkvilágbajnok)                                                                                          | Szófia 2009. febr., 8 játszmás párosmérkőzés                                                                             | Topalov nyert 4½-2½-re                           | Ánand (2008-as világbajnok)                                                              | Szófia 2010. ápr.-máj. 12 játszmás mérkőzés Ánand nyert 6½–5½-re megvédve címét.                                         |
| 2008–2012 | FIDE Grand Prix 2008–10 2 továbbjutó | Aronján, Radzsabov (Griscsuk) | (Carlsen) Griscsuk, Kramnyik (Élő-pontszám alapján), Kamsky, Topalov, Mamedjarov                                                | Kazan 2011. máj., 8 versenyző, párosmérkőzések Elődöntők: Gelfand nyert Kamsky ellen; Griscsuk nyert Kramnyik ellen      | Gelfand nyert Griscsuk ellen a döntőben 3½–2½-re | Ánand (2010-es sakkvilágbajnok)                                                          | Moszkva 2012. május 12 játszmás párosmérkőzés 6–6 eredménnyel, Ánand nyerte a rapid rájátszást 2½–1½-re megvédve címét.  |
| 2008–2012 | 2009-es sakkvilágkupa Hanti-Manszijszk 2009. nov.-dec. 128 versenyző, 7 körös, egyenes kieséses minimérkőzések (az 1. helyezett jut tovább)                                   | Gelfand (nyert Ponomarjov ellen a döntőben)                                                                                        | (Carlsen) Griscsuk, Kramnyik (Élő-pontszám alapján), Kamsky, Topalov, Mamedjarov                                                | Kazan 2011. máj., 8 versenyző, párosmérkőzések Elődöntők: Gelfand nyert Kamsky ellen; Griscsuk nyert Kramnyik ellen      | Gelfand nyert Griscsuk ellen a döntőben 3½–2½-re | Ánand (2010-es sakkvilágbajnok)                                                          | Moszkva 2012. május 12 játszmás párosmérkőzés 6–6 eredménnyel, Ánand nyerte a rapid rájátszást 2½–1½-re megvédve címét.  |
| 2011–2013 | 2011-es sakkvilágkupa Hanti-Manszijszk 2011. aug.-szept. 128 versenyző, 7 körös, egyenes kieséses minimérkőzések (az első három helyezett szerzett kvalifikációt)             | Szvidler, Griscsuk, Ivancsuk | Gelfand Carlsen, Aronján, Kramnyik Radzsabov                                                                                    | London 2013. márc. 8 versenyző kétfordulós körmérkőzése                                                                  | Carlsen (a világbajnokjelölti verseny győztese)  | Anand (2012-es sakkvilágbajnok)                                                          | Csennai, 2013. nov. 12 játszmás párosmérkőzés Carlsen nyert 6½–3½-re                                                     |
| 2012–2014 | FIDE Grand Prix 2012–13 2 továbbjutó | Topalov, Mamedjarov | Ánand Aronján, Karjakin Szvidler                                                                                                | Hanti-Manszijszk, 2014. márc. 8 versenyző kétfordulós körmérkőzése                                                       | Ánand                                            | Carlsen (2013-as világbajnok)                                                            | Szocsi, 2014. nov. 12 játszmás párosmérkőzés Carlsen nyert 6½-4½-re megvédve címét                                       |
| 2012–2014 | 2013-as sakkvilágkupa Tromsø 2013. aug.-szept. 128 versenyző, 7 körös, egyenes kieséses minimérkőzések (az első két helyezett szerzett kvalifikációt)                         | Kramnyik, Andrejkin | Ánand Aronján, Karjakin Szvidler                                                                                                | Hanti-Manszijszk, 2014. márc. 8 versenyző kétfordulós körmérkőzése                                                       | Ánand                                            | Carlsen (2013-as világbajnok)                                                            | Szocsi, 2014. nov. 12 játszmás párosmérkőzés Carlsen nyert 6½-4½-re megvédve címét                                       |
| 2014–2016 | FIDE Grand Prix 2014–15 2 továbbjutó | Caruana, Nakamura | Ánand Topalov Anish Giri Aronján                                                                                                | Moszkva 2016. márc. 8 versenyző kétfordulós körmérkőzése                                                                 | Karjakin                                         | Carlsen (2014-es világbajnok)                                                            | New York, 2016. nov. 12 játszmás párosmérkőzés 6–6 eredménnyel, Carlsen nyerte a rapid rájátszást 3–1-re megvédve címét. |
| 2014–2016 | 2015-ös sakkvilágkupa Baku 2015. okt. 128 versenyző, 7 körös, egyenes kieséses minimérkőzések (az első két helyezett szerzett kvalifikációt)                                  | Szvidler, Karjakin | Ánand Topalov Anish Giri Aronján                                                                                                | Moszkva 2016. márc. 8 versenyző kétfordulós körmérkőzése                                                                 | Karjakin                                         | Carlsen (2014-es világbajnok)                                                            | New York, 2016. nov. 12 játszmás párosmérkőzés 6–6 eredménnyel, Carlsen nyerte a rapid rájátszást 3–1-re megvédve címét. |
| 2017–2018 | FIDE Grand Prix 2017 2 továbbjutó | Mamedjarov, Griscsuk | Karjakin Caruana, So (Élő pontszám alapján) Kramnyik (szabadkártya)                                                             | Világbajnokjelöltek versenye 2018 Berlin, 2018. március 8 versenyző, kétfordulós körmérkőzés                             | Caruana                                          | Carlsen (2016-os világbajnok)                                                            | TBA, 2018. november 12 játszmás páros mérkőzés 6–6-os eredménnyel, a rájátszást Carlsen 3–0 arányban nyerte.             |
| 2017–2018 | 2017-es sakkvilágkupa Tbiliszi 2017. szeptember 128 versenyző, 7 körös, egyenes kieséses minimérkőzések (az első két helyezett szerzett kvalifikációt)                        | Aronján Ting Li-zsen | Karjakin Caruana, So (Élő pontszám alapján) Kramnyik (szabadkártya)                                                             | Világbajnokjelöltek versenye 2018 Berlin, 2018. március 8 versenyző, kétfordulós körmérkőzés                             | Caruana                                          | Carlsen (2016-os világbajnok)                                                            | TBA, 2018. november 12 játszmás páros mérkőzés 6–6-os eredménnyel, a rájátszást Carlsen 3–0 arányban nyerte.             |
| 2019–2020 | FIDE Grand Prix 2019 2 továbbjutó | Alekszandr Griscsuk Jan Nyepomnyascsij                                                                                             | Caruana Anish Giri (Élő-pontszám) Alekszejenko (szabadkártya) Vachier-Lagrave (Radzsabov helyett)                               | 2020-as világbajnokjelölti verseny Jekatyerinburg 2020. március-április 2021. április 8 versenyző kétkörös körmérkőzésen | Jan Nyepomnyascsij                               | Carlsen (2018-as világbajnok)                                                            | Dubaj, 2021. nov.-dec. 14 játszmás párosmérkőzés Carlsen nyert 7½–3½ arányban.                                           |
| 2019–2020 | 2019-es sakkvilágkupa Hanti-Manszijszk 2019. szeptember-október 128 versenyző, 7 körös egyenes kieséses mini párosmérkőzések (2 továbbjutó)                                   | Radzsabov Ting Li-zsen | Caruana Anish Giri (Élő-pontszám) Alekszejenko (szabadkártya) Vachier-Lagrave (Radzsabov helyett)                               | 2020-as világbajnokjelölti verseny Jekatyerinburg 2020. március-április 2021. április 8 versenyző kétkörös körmérkőzésen | Jan Nyepomnyascsij                               | Carlsen (2018-as világbajnok)                                                            | Dubaj, 2021. nov.-dec. 14 játszmás párosmérkőzés Carlsen nyert 7½–3½ arányban.                                           |
| 2019–2020 | 2019-es FIDE Chess.com Grand Swiss TBD 2019. október 160-versenyző svájci rendszerű verseny (1 továbbjutó)                                                                    | Vang Hao | Caruana Anish Giri (Élő-pontszám) Alekszejenko (szabadkártya) Vachier-Lagrave (Radzsabov helyett)                               | 2020-as világbajnokjelölti verseny Jekatyerinburg 2020. március-április 2021. április 8 versenyző kétkörös körmérkőzésen | Jan Nyepomnyascsij                               | Carlsen (2018-as világbajnok)                                                            | Dubaj, 2021. nov.-dec. 14 játszmás párosmérkőzés Carlsen nyert 7½–3½ arányban.                                           |
| 2021–2023 | FIDE Grand Prix 2022 2022. február–április (2 továbbjutó) | Nakamura Hikaru, Rapport Richárd                                                                                                   | Jan Nyepomnyascsij (A 2021-es sakkvilágbajnokság vesztese) Tejmur Radzsabov (szabadkártya) Ting Li-zsen (Karjakin helyett)      | 2022-es világbajnokjelöltek versenye 8 versenyző, 2 körös körmérkőzés                                                    |                                                  | Carlsen (2021-es világbajnok)                                                            | 14 játszmás párosmérkőzés                                                                                                |
| 2021–2023 | 2021-es sakkvilágkupa Szocsi 2021. július-augusztus 206 versenyző, 8 forduló, mini párosmérkőzések, kieséses rendszer (2 továbbjutó)                                          | Jan-Krzysztof Duda Szergej Karjakin                                                                                                | Jan Nyepomnyascsij (A 2021-es sakkvilágbajnokság vesztese) Tejmur Radzsabov (szabadkártya) Ting Li-zsen (Karjakin helyett)      | 2022-es világbajnokjelöltek versenye 8 versenyző, 2 körös körmérkőzés                                                    |                                                  | Carlsen (2021-es világbajnok)                                                            | 14 játszmás párosmérkőzés                                                                                                |
| 2021–2023 | 2021-es FIDE Grand Swiss verseny Riga, 2021. október-november 114 versenyző Svájci rendszerű verseny (2 továbbjutó)                                                           | Ali-Reza Firuzdzsá Fabiano Caruana                                                                                                 | Jan Nyepomnyascsij (A 2021-es sakkvilágbajnokság vesztese) Tejmur Radzsabov (szabadkártya) Ting Li-zsen (Karjakin helyett)      | 2022-es világbajnokjelöltek versenye 8 versenyző, 2 körös körmérkőzés                                                    |                                                  | Carlsen (2021-es világbajnok)                                                            | 14 játszmás párosmérkőzés                                                                                                |
| Évek      | Kvalifikáció formája | Kvalifikációt szerzők | Kiemeltek | Világbajnokjelölti verseny formája                                                                                       | Világbajnokjelölti verseny győztese(i)           | Kiemelt a döntőben                                                                       | Világbajnoki döntő |

## A magyar versenyzők eredményei
A magyarok közül a világbajnoki versenysorozatban a legtovább Lékó Péter jutott, aki 2004-ben a világbajnoki címért mérkőzött az orosz Vlagyimir Kramnyik ellen. A mérkőzés döntetlenül végződött, ami Kramnyik számára világbajnoki címe megvédését jelentette.
A világbajnokjelöltek versenyébe bejutott magyar versenyzők eredményei: 
- Lilienthal Andor, Budapest, 1950. 8. helyezés[56][57]
- Szabó László, Budapest, 1950. 9. helyezés[57]
- Szabó László, Zürich, 1953. 12. helyezés[58]
- Szabó László, Amszterdam, 1956. 3. helyezés[59]
- Benkő Pál, Jugoszlávia, 1959. 8. helyezés[60][61]
- Benkő Pál, Curaçao, 1962. 6. helyezés[62][63]
- Portisch Lajos, Bled, 1965. Negyeddöntő[64]
- Portisch Lajos, Porec, 1968. Negyeddöntő[65]
- Portisch Lajos, Palma de Mallorca, 1974. Negyeddöntő[66]
- Portisch Lajos, Genf, 1977. Elődöntő[67]
- Portisch Lajos, Abano Terme, 1980. Elődöntő[68]
- Adorján András, Bad Lauterberg, 1980. Negyeddöntő[68]
- Ribli Zoltán, London, 1983. Elődöntő[69]
- Portisch Lajos, Bad Kissingen, 1983. Negyeddöntő[69]
- Portisch Lajos, Montpellier, 1985. 12. helyezés[70]
- Ribli Zoltán, Montpellier, 1985. 14. helyezés[70]
- Portisch Lajos, Antwerpen, 1989. Negyeddöntő[71]
- Sax Gyula, St. John, 1988. Nyolcaddöntő[71]
- Sax Gyula, Wijk aan Zee, 1991. Nyolcaddöntő[72]
- Lékó Péter, Brissago, 2004. Világbajnoki döntő[73]
- Lékó Péter, San Luis, 2005. 5. helyezés[74]
- Polgár Judit, San Luis, 2005. 8. helyezés[74]
- Lékó Péter, Mexikóváros, 2007. 4. helyezés[75]
- Polgár Judit, Elista, 2007. Nyolcaddöntő[76]